# Sindrome di Kindler
La sindrome di Kindler o sindrome di Weary-Kindler è una malattia rara congenita della pelle facente parte del gruppo delle genodermatosi.

## Storia
La malattia venne descritta per la prima volta da Theresa Kindler nel 1954.

## Eziologia
La patologia è trasmessa con ereditarietà recessiva; responsabile della sindrome è una mutazione a carico del gene KIND1 che codifica per la proteina FERMT1. Questa proteina è ritenuta essere importante per l'interazione tra i filamenti di actina della cellula e la matrice extracellulare, tramite il fenomeno che prende il nome di adesione focale.

## Clinica

### Sintomi e segni
Durante l'infanzia gli affetti dalla sindrome hanno un'elevata predisposizione a sviluppare vesciche anche in presenza di traumi minimi; inoltre si riscontra una predisposizione alle scottature solari. Durante l'invecchiamento, la facilità nello sviluppo di vesciche e la fotosensibilità tendono a diminuire; peggiorano con l'età, invece, le alterazioni nella pigmentazione (soprattutto l'iperpigmentazione) e l'assottigliamento dell'epidermide. Ulteriori anomalie possono verificarsi in tutti i distretti corporei ricchi di tessuto mucosale, tra cui il cavo orale e gli occhi.

### Diagnosi
Appropriati test genetici e l'analisi dei segni clinici permettono la diagnosi della sindrome.

## Trattamento
Trattandosi di una patologia multiorgano, l'approccio terapeutico può coinvolgere diversi specialisti (in primis in dermatologia); particolare attenzione va posta alle eventuali complicazioni secondarie all'alterazione del tessuto cutaneo e mucosale.